# Adolfo Negretti
Adelfo Negretti (Bagni della Porretta, 6 marzo 1885 – ...) è stato un politico italiano.

## Biografia
Iscritto al Partito Popolare Italiano, venne eletto alla Camera del Regno d'Italia nella XXV e nella XXVI legislatura per il collegio di Siena-Arezzo-Grosseto.
Nel 1918 gli venne annullata la sua seconda laurea in lettere e filosofia perché la tesi discussa era plagio di uno scritto di Pietro Gerosa.